# Douglas (Arizona)
 For alternative betydninger, se Douglas. (Se også artikler, som begynder med Douglas)
Douglas er en by i Cochise County i delstaten Arizona i USA. Byen har 16.534(2020) indbyggere. I 1878 var stedet, hvor Douglas ligger nu, kendt som Black Water, fordi der lå et beskidt vandhul. På trods af det var stedet meget søgt, da der var knaphed på vand.
Park Whitney, Charles A. Overlocke, J.A. Brock og Dr. Stewart Douglas, som rejste med en lille gruppe nybyggere, fandt i 1888 stedet og gav det navnet Douglas. Andre fulgte efter den lille gruppe, og i 1902 dannedes Douglas Improvement Company for at varetage de offentlige interesser.
Douglas flyttede til Bisbee i 1889, hvor han blev assay (guldvurderingsmand) for Copper Queen Mining Company. Han giftede sig med datteren af Lewis Williams den 11. november 1891, og i 1900 blev han opsynsmand for en mine i Sonora, som ejedes af Phelps Dodge Mining Company. Dr. Stewart Douglas, der var født i Quebec den 19. juni 1868 døde den 2. januar 1929. 

Postkontoret åbnede den 5. marts 1901.